# 2D

Ein Quadrat hat 2 Dimensionen: Länge und Breite.

2D oder 2-D ist die Abkürzung für Zweidimensionalität und das Adjektiv zweidimensional. Es ist ein Synonym für Aufgabenstellungen in einer Ebene oder mathematisch definierten Fläche – im Gegensatz zu 3D für räumliche Strukturen.
Zweidimensional bedeutet, dass jeder Punkt des betreffenden Objekts zwei Zahlenangaben für seine Position benötigt – also z. B. (x, y) für die Angabe seiner Lage auf einer Zeichnung oder in einem ebenen Koordinatensystem.
Die meisten 2D-Berechnungen sind Flächen, wogegen ein 3D-Objekt meist ein Körper ist.